# Andrejewland

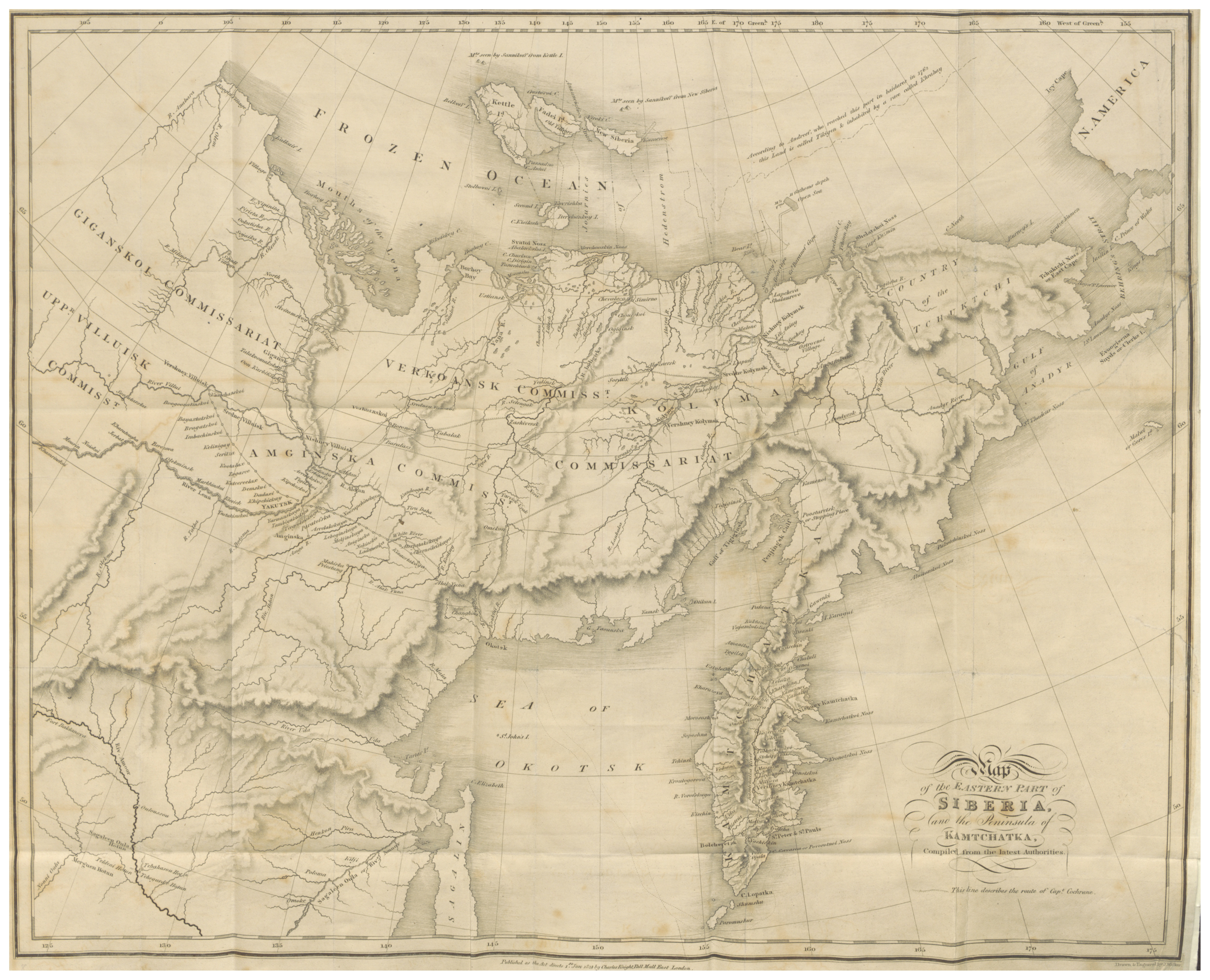
Karte Ostsibiriens mit dem Andrejewland (1825)

Andrejewland (russisch Земля Андреева, Semlja Andrejewa) ist eine Phantominsel in der Ostsibirischen See, die nordöstlich der Bäreninseln angenommen wurde. Benannt ist sie nach Stepan Andrejew, der 1763/64 eine Expedition zu den Bäreninseln leitete und berichtete, im Norden eventuell weiteres Land gesehen zu haben. Andrejewland wurde bis in das 19. Jahrhundert auf vielen Karten verzeichnet und bis ins 20. Jahrhundert gesucht.

## Entstehung der Legende
Als die Russen nach Nordostsibirien kamen, hörten sie von den dort lebenden Tschuktschen von einem „großen Land“ sowohl östlich der Anadyr-, als auch nördlich der Kolymamündung. Auf der Karte Ostsibiriens, die Afanassi Schestakow 1725 nach Sankt Petersburg brachte, war eine der Bäreninseln mit dem Namen „Kopai“ verzeichnet und zwei Tagereisen weiter nördlich ein großes Land namens „Tikigen“, das vom Volk der „Chrachai“ bewohnt werde.
Erst 1763 schickte Friedrich Plenisner, zu dieser Zeit Kommandant des Anadyrski Ostrog, eine Expedition unter Leitung von Stepan Andrejew aus, die die Inseln nördlich der Kolymamündung erforschen sollte. Andrejew fuhr von Nischnekolymsk aus mit Hundeschlitten zur Kolymamündung und erreichte die Bäreninseln über das noch zugefrorene Meer. Dort fand er überall Anzeichen dafür, dass diese früher bewohnt gewesen waren. Da der Expedition das Futter für die Hunde ausging, kehrte er nach wenigen Tagen zum Festland zurück. In seinem Tagebuch, das er Plenisner aushändigte, ist verzeichnet, dass er von der Insel Tschetyrjochstolbowoi in der Ferne etwas Blaues gesehen habe, vielleicht Land oder auch offenes Wasser. 1764 kehrte Andrejew auf die Inseln zurück. In seinem, von Plenisner nicht veröffentlichten Tagebuch soll gestanden haben, er wäre mit den Schlitten 550 Werst (587 km) weit zu einer unbekannten Insel gefahren, aber 20 Werst vor deren Küste umgekehrt. Dieses Land fand man von diesem Zeitpunkt an als Andrejewland auf den Karten verzeichnet.

## Expeditionen zur Suche nach Andrejewland
Der Bericht Andrejews war zumindest mitverantwortlich dafür, dass weitere Expeditionen in das Gebiet gesandt wurden. Die erste fand 1767 bis 1771 statt. Nikolai Daurkin, ein Tschuktsche, der als Kind von den Russen verschleppt, im Hause Dmitri Pawluzkis aber eine gute Ausbildung erhalten hatte, reiste mit den Geodäten I. Leontjew, I. Lyssow und A. Puschkarjow zu den Bäreninseln, um diese zu vermessen und bei dieser Gelegenheit nach Andrejewland Ausschau zu halten. Die Vermessung war für ihre Zeit sehr akkurat, weiteres Land nördlich der Bäreninseln fand man nicht.
Auch die 1785 von Katharina II. angeordnete und bis 1795 dauernde geheime Geographische und Astronomische Expedition unter der Leitung von Joseph Billings und Gawriil Sarytschew, die das Ziel hatte, eine genaue Karte Ostsibiriens und aller vorgelagerten Inseln zu schaffen, war instruiert worden, nach Andrejewland zu suchen, konnte aber nichts finden.
1810 brach Mathias von Hedenström nach seiner Erkundung der Neusibirischen Inseln von Neusibirien aus in östlicher Richtung auf, um nach Andrejewland zu suchen. Nach etwa 80 km musste er jedoch umkehren, da er auf das offene Wasser einer Polynja stieß. Später startete er einen zweiten Versuch vom Kap Bolschoi Baranow aus und drang mehr als 240 km nach Norden vor, ohne jedoch Land zu sichten.
Nach Ferdinand von Wrangels Expedition zur Vermessung der sibirischen Nordküste östlich der Indigirka von 1820 bis 1824, die noch einmal auch der Suche nach Andrejewland diente, war bewiesen, dass dieses zumindest nicht an der Stelle existierte, wo man es nach dem Bericht Andrejews erwartet hatte. Dafür war Wrangel aufgrund von Erzählungen der Einheimischen zu der Überzeugung gelangt, dass sich weiter östlich ein noch unentdecktes Land befinden könnte, die Wrangelinsel, die 1849 tatsächlich entdeckt wurde. Andrejewland verschwand nun von den Landkarten.
Trotzdem beschäftigte sich noch die russische Hydrographische Expedition von 1910 bis 1915 mit der Frage der Existenz von Andrejewland. Obwohl es dafür wieder keine Anzeichen gab, galt das in Frage kommende Gebiet auch danach als die am wenigsten erforschte Region der sibirischen Nordküste. Noch 1931 sah der Forschungsauftrag der Aeroarctic für das Luftschiff LZ 127 Graf Zeppelin unter anderem vor, auf seiner Arktisfahrt auch nach Andrejewland zu suchen.